# Sulahan
Sulahan is een bestuurslaag in het regentschap Bangli van de provincie Bali, Indonesië. Sulahan telt 7782 inwoners (volkstelling 2010).